# Haberli (İdil)
Haberli (Aramees: ܒܝܬ ܣܒܝܪܝܢܐ, Beth Sbirino) is een dorp in het district İdil in de provincie Şırnak, Turkije. Het dorp ligt in de historische regio Tur Abdin en wordt bewoond door Arameeërs.

## Naam
De naam van het dorp, Beth Sbirino, betekent "Huis van Sbirino" in het Syrisch. De naam Bsorino is een alternatieve uitspraak van deze naam.

## Geschiedenis
Tijdens de Aramese genocide, werd Haberli een toevluchtsoord voor vluchtelingen uit omliggende dorpen. De inwoners van het naburige dorp Saré trokken zich terug in Haberli, waar de Mor Dodo-kerk met haar hoge muren en torens als een fort diende. De Ottomaanse autoriteiten hadden een garnizoen van 40 Turkse soldaten in het dorp gestationeerd, officieel om de christenen te beschermen. Echter, toen het nieuws over de moord op de Hermez-familie in Midyat in juni 1915 bekend werd, namen de dorpelingen van Haberli de wapens van de soldaten af en bereidden zich voor op hun verdediging.
Met de opkomst van vijandelijkheden vluchtten bewoners van de omliggende christelijke dorpen Midin, Tamarz, Bashok, Zinawrah, Qanaq en Bazar naar Haberli. Volgens historicus David Gaunt waren er op een gegeven moment ongeveer 2.000 goed bewapende Syrische christenen in het dorp verzameld. De leider van de verdedigers was Malke, een man uit Sare en de broer van de bekende Aramese strijder Shamoun Hanna Haydo , die destijds in gevangenschap zat.
Aanvankelijk kregen de verdedigers tegen betaling voedsel geleverd door Koerden uit het dorp Araban en enkele Jezidi's uit het dorp Gali. Echter, toen Malke een levering zonder betaling in beslag nam, stopte de bevoorrading. Hierna plunderde hij met enkele mannen herderskuddes van de Araban-Koerden en verdeelde de buit ongelijk, wat spanningen onder de verdedigers veroorzaakte. De invloedrijke Kamsho-familie uit Haberli verzette zich tegen Malke en sloot in het geheim een pact met de Koerdische Salihan-stam. Ze probeerden Malke in een hinderlaag te lokken, maar hij wist te ontsnappen en doodde drie leden van de Kamsho-familie. De overige Kamsho-leden verlieten het dorp en sloten zich aan bij de Koerden, waarbij ze deelnamen aan de belegering van Haberli.
Een grote coalitie van Koerdische stammen, samen met Ottomaanse troepen onder leiding van Ömer Naji Bey en een Duitse officier, belegerde het dorp. Na het afwijzen van Naji's ultimatum om zich over te geven, begonnen de gevechten. De Aramese christenen wisten aanvankelijk een tegenaanval uit te voeren, maar werden afgesneden van hun versterkingen. Tijdens de strijd sneuvelde de Koerdische leider Muhammed Amar. De gevechten gingen door tot november 1915, toen een algemene amnestie werd onderhandeld voor de nog standhoudende christelijke dorpen.
Hoewel de Aramese christenen na enige tijd terugkeerden naar Haberli, wachtten de Ottomaanse autoriteiten op een kans om wraak te nemen voor het ontwapenen van hun soldaten. In het voorjaar van 1917 werd dorpshoofd Malke gevangengenomen en levend verbrand. Slechts twintig gezinnen overleefden de genocide in het dorp.
In 1984 waren er 900 Arameeërs in het dorp.